# Battaglia di Poitiers (1356)
La battaglia di Poitiers è stato uno dei principali scontri della guerra dei cent'anni tra l'Inghilterra e la Francia. La battaglia fu combattuta il 19 settembre 1356 presso la località di Poitiers, Francia, dalla quale la battaglia prende il nome.

## Contesto iniziale
Edoardo di Woodstock, principe del Galles e primogenito di Edoardo III, assemblò una chevauchée l'8 agosto 1356. Ordinò assalti verso nord dalla base inglese in Aquitania, cercando di spingere le sue truppe fino alla Francia centrale, depredando i territori per cui passavano. Il suo esercito incontrò poca resistenza e rase al suolo diversi paesi, sfruttando le risorse economiche e le provviste dei locali, fino a raggiungere il fiume Loira a Tours. I soldati non riuscirono a espugnare il castello né a incendiare la città a causa di un violento nubifragio: questo ritardo permise a Giovanni II di fermare l'esercito di Edoardo. Il re, che aveva assediato Breteuil in Normandia, riorganizzò il suo esercito a Chartres, a nord di Tours, scartando 15000–20000 dei suoi soldati "peggiori" per migliorare l'agilità della sua armata.

## Negoziazioni precedenti la battaglia
Ci furono negoziazioni prima della battaglia di Poitiers registrate negli scritti di Sir John Chandos, che riporta i momenti finali di un incontro tra le due parti con lo scopo di evitare lo scontro a Poitiers. La straordinaria narrazione avvenne proprio prima della battaglia:
| Versione Originale | Traduzione |
| --- | --- |
| Then said the prophetic words of Geoffroi de Charny: 'Lords,' quoth he, 'since so it is that this treaty pleases you no more, I make offer that we fight you, a hundred against a hundred, choosing each one from his own side; and know well, whichever hundred be discomfited, all the others, know for sure, shall quit this field and let the quarrel be. I think that it will be best so, and that God will be gracious to us if the battle be avoided in which so many valiant men will be slain. | E così dissero le parole profetiche di Goffredo di Charny: 'Signori' disse lui, 'siccome siamo giunti a che questo trattato non vi aggrada più, vi offro di combattere con noi, un centinaio contro un centinaio, scegliendo ciascun (soldato) dal proprio schieramento; e sappiate bene, qualunque sarà il centinaio di uomini che verrà sconfitto, tutti gli altri, di sicuro, dovranno abbandonare questo campo e accettare il risultato. Io penso che sarà meglio così, e che possa Dio essere clemente se si eviterà la battaglia in cui così tanti uomini valorosi saranno massacrati. |

## La battaglia
Si iniziò intorno alle otto del mattino. Da principio gli inglesi finsero un cedimento della loro ala destra e ciò provocò una carica affrettata dei cavalieri francesi contro gli arcieri inglesi. Questa era la reazione che gli inglesi si aspettavano e attaccarono prontamente il nemico, specialmente i cavalli, con una pioggia di frecce. I risultati furono devastanti e provarono ancora una volta che gli attacchi di cavalleria pesante avevano fatto il loro tempo. All'azione dei cavalieri francesi fece seguito l'intervento della fanteria del Delfino, che quasi subito fu costretta a ritirarsi per ricompattarsi.
La fanteria del duca di Orleans, vedendo che gli uomini del Delfino non stavano attaccando, fu presa dal panico. Rimasero quindi solo le forze comandate dal re stesso che costituivano una formidabile forza d'attacco, mentre gli inglesi avevano terminato le frecce: gli arcieri affiancarono la fanteria nella battaglia e molti di essi recuperarono dei cavalli per formare un'improvvisata cavalleria. Il combattimento fu duro, ma il Principe nero aveva nascosto nel bosco una riserva mobile che fu in grado di aggirare ed attaccare i francesi sul fianco e nelle retrovie.

## L'esito finale
I francesi cercarono la fuga per evitare un probabile accerchiamento. Re Giovanni II, detto il buono, fu catturato insieme ai suoi più stretti collaboratori. Durante lo scontro era morto il suo portabandiera Goffredo di Charny, il perfetto cavaliere. Il risultato fu una sconfitta decisiva per i francesi, non solo in termini militari, ma anche economicamente: la Francia fu costretta a pagare un riscatto equivalente al doppio delle entrate annuali del paese per riavere il suo re.